# 9705 Drummen
9705 Drummen (3137 T-3) là một tiểu hành tinh vành đai chính được phát hiện ngày 16 tháng 10 năm 1977 bởi C. J. van Houten và I. van Houten-Groeneveld ngày Palomar Schmidt plates taken bởi T. Gehrels.
Nó được đặt theo tên Mat Drummen (1945-), former manager of 'Stichting de Koepel' in Utrecht (a Dutch institute for the popularisation of astronomy) và author of the 'Sterrengids', a Dutch astronomy year book.